# Agrostis claudii
Agrostis claudii é uma espécie de gramínea do gênero Agrostis, pertencente à família Poaceae.